# Eleições parlamentares em Andorra em 2009
As eleições parlamentares andorranas de 2009 foram realizadas em 26 de abril. A chamada Coalizão Reformista venceu o pleito com 41,2% (o que lhe dá 14 assentos), o Partido Socialdemocrata conseguiu 38% (conseguindo 11 assentos).